# Baba Ali
Ali Ardekani (em persa: علی اردکانی ; nascido a 11 de outubro de 1974), mais conhecido pelo seu nome artístico Baba Ali (em persa: بابا علی ), é um comediante desenvolvedor de jogos, empresário e actor iraniano nascido nos Estados Unidos, .

## Biografia
Apesar de nascer numa família persa, Ardekani foi criado num lar irreligioso em Los Angeles, Califórnia. Desde os 18 anos, estudou muitas religiões, incluindo a Wicca. À idade de 20 anos, converteu-se ao Islão após assistir a um acampamento islâmico. Pertencia a uma família abastada que não o aceitou quando se converteu e, posteriormente, o deserdou.

## Carreira
Um trabalhador no âmbito das tecnologias por profissão em Califórnia, Ardekani (juntamente com Mahdi Ahmad) co-fundaram Ummah Filmes, uma companhia de filmes muçulmanos que trata de proporcionar entretenimento Halal (permitido islamicamente) para os muçulmanos e não muçulmanos de igual modo. Em 2006, ficou famoso dentro da comunidade muçulmana juntamente com Ummah Filmes, analisando diversos  temas islâmicos com humor. A companhia tem produzido várias séries web, incluindo The Reminder Series e Ask Baba Ali.
Tem aparecido em Islam Channel e converteu-se num convidado frequente em vários eventos e conferências muçulmanos, incluindo a convenção ICNA-MAS, Evening of Inspiration, Unidade de Eventos Paz Mundial e MuslimFest.
Também tem desenhado dois jogos de mesa. No 2006, desenhou Mecca to Medina, um jogo de mesa sobre o comércio e negociação com temática islâmica que pode ser jogado por todas as religiões. Sete pessoas investiram $18,000 recebendo 24% de lucro. Em 2010, desenhou Kalimat, um jogo sobre conhecimentos e memória comum.
Em 2011, fundou o website matrimonial muçulmano, Half Our Deen.
Tem viajado pelo mundo fazendo comédia stand-up para uma ampla faixa de audiências muçulmanas e não muçulmanas. Tem viajado para mais de 30 cidades e actuado por todo Estados Unidos, Reino Unido e Canadá, com audiências tão grandes como 37.000 e para todas as idades, incluindo aos jovens desde os nove anos de idade. Ele tido boas críticas no New York Times, USA today e Los Angeles Times , bem como em sete episódios de The Fizz News em DirecTV.
Em 2015, protagonizou juntamente com Omar Regan o filme American Sharia.

## Estilo de comédia
Ardekani evita usar palavrões e a politização dos factos. simplesmente dizendo as coisas como são. No entanto, em vez de brincar com o islão, ele utiliza um enfoque cómico, sem o uso de qualquer material ofensivo.
O seu estilo dá uma visão realista dos problemas quotidianos que os muçulmanos enfrentam, incluindo o de ser um muçulmano adolescente na América, assistir aos casamentos, e lidar no dia-a-dia com questões culturais.

## Vida pessoal
Em 2001 casou-se. Ele vive em Los Angeles, Califórnia, com a sua esposa e dois filhos. O seu estúdio é o segundo dormitório da moradia.